# 8-ма єгерська дивізія (Третій Рейх)
8-ма єгерська дивізія (Третій Рейх) (нім. 8. Jäger-Division) — єгерська піхотна дивізія Вермахту за часів Другої світової війни.

## Історія
8-ма єгерська дивізія була створена в результаті реформування 8-ї легкої піхотної дивізії (нім. 8. leichte-Infanterie-Division) Вермахту в червні 1942.

## Райони бойових дій
- СРСР (північний напрямок) (липень 1942 — квітень 1944);
- СРСР (південний напрямок) (квітень — жовтень 1944);
- Чехословаччина (жовтень 1944 — травень 1945).

## Командування

### Командири
- генерал-майор Густав Гене (нім. Gustav Höhne) (30 червня — 23 липня 1942);
- генерал танкових військ граф Герхард фон Шверін (нім. Gerhard Graf von Schwerin) (23 липня — 13 листопада 1942);
- генерал гірсько-піхотних військ Фрідріх-Йобст Фолькамер фон Кірхензіттенбах (нім. Friedrich-Jobst Volckamer von Kirchensittenbach) (13 листопада 1942 — 1 вересня 1944);
- генерал-лейтенант Крістіан Філіпп (нім. Christian Philipp) (1 вересня 1944 — квітень 1945).

## Нагороджені дивізії
Нагороджені дивізії
|  | Кавалери Золотого Німецького Хреста                                                                       | 126                                             |
|  | Кавалери Срібного Німецького Хреста                                                                       | 5                                               |
|  | Кавалери Лицарського хреста Залізного хреста з Дубовим листям                                             | 1 (№773 оберлейтенант Курт Вічель — 11.03.1945) |
|  | Кавалери Лицарського хреста Залізного хреста                                                              | 50, у тому числі 1 — непідтверджене             |
|  | Кавалери Почесної застібки Сухопутних військ «Почесна застібка на орденську стрічку для Сухопутних військ | 38                                              |

- Нагороджені Сертифікатом Пошани Головнокомандувача Сухопутних військ (11)
- Нагороджені Сертифікатом Пошани Головнокомандувача Сухопутних військ за збитий літак противника (1)